# فرانسیسکو گلدمن
فرانسیسکو گلدمن (انگلیسی: Francisco Goldman؛ زادهٔ ۱۹۵۴) پدیدآور، روزنامه‌نگار و رمان‌نویس اهل ایالات متحده آمریکا است. او استاد ادبیات و نویسندگی خلاق کالج ترینیتی (کانکتیکات) است.

## زندگی
فرانسیسکو گلدمن در بوستون، ماساچوست به دنیا آمد. مادرش از اهالی گواتمالا و پدرش از یهودیان آمریکا بود. او در دانشگاه نیویورک مترجمی خواند و به انگلیسی و اسپانیولی مسلط است. وی برنده جوایزی همچون کمک هزینه گوگنهایم شده است. او با نشریاتی چون نیویورکر، مجله هارپر، مجیه نیویورک تایمز و چندین نشریه دیگر همکاری داشته است.
گلدمن تا کنون ۴ رمان و یک کتاب غیرداستانی متشر کرده است.